# シアターKASSAI
シアターKASSAI（シアターかっさい）は、東京都豊島区東池袋にあった劇場である。株式会社喝采企画により倉庫を改装する形で、2010年に開館した。2024年に閉館。

## 沿革
- 2010年
  - 5月22日 - 杮落とし公演 東京ストーリーテラー（旗揚げ公演） 『MUKAIYAMA ザ・トラブルマスターズ』[2][3]。
  - 9月 - 第22回池袋演劇祭の会場となる[4][5][6]。
- 2024年
  - 6月 - 立地する地域の再開発計画[7]のため、閉館した。
  - 8月13日 - 正式に閉館となった[8][9][10]。

## 稽古場
新宿区片町に「曙橋ケイコバB-1」、北区上十条に「十条ケイコバDICE」の2か所の稽古場を運営し、計6スタジオを貸し出している。本劇場閉館後も稽古場は引き続き運営が行われている。